# Assemblea Consultiva Islàmica
L'Assemblea Consultiva Islàmica (persa: مجلس شورای اسلامی), també anomenat Parlament iranià, Majles iranià o ICA, és l'òrgan legislatiu nacional de l'Iran. El Parlament està format actualment per 290 representants, un augment dels 272 escons anteriors des de les eleccions del 18 de febrer de 2000. Fundada el 1906 com a Assemblea Consultiva Nacional, l'ICA ha estat descrita com el parlament sense poder real del líder suprem de l'Iran des de la revolució de 1979.

## Història

### República Islàmica de l'Iran
Després de la revolució iraniana de 1979, el Senat va ser abolit i efectivament succeït pel Consell de Guardians, mantenint l'estructura bicameral de la legislatura iraniana. En la revisió constitucional de 1989, l'Assemblea Consultiva Nacional va ser rebatejada com a Assemblea Consultiva Islàmica.
Al llarg de la seva història, el caràcter del Parlament ha evolucionat des de ser una cambra de debat per a notables a un club per als col·laboradors del xa durant l'era Pahlavi. A partir de la República Islàmica, ha passat a ser un cos influenciat principalment per membres de la classe mitjana propietària.

### Atac del 2017
El 7 de juny de 2017, hi va haver tiroteigs al parlament iranià i al santuari de l'aiatol·là Khomeini. Homes armats van obrir foc contra el Parlament iranià i el mausoleu del líder religiós l'aiatol·là Khomeini a Teheran. L'atac al mausoleu va deixar 17 morts i més de 30 ferits. El parlament va ser atacat per quatre pistolers que van deixar entre set i vuit persones ferides. Els dos atacs van tenir lloc al mateix temps i sembla que havien estat coordinats.